# Sélestat
Sélestat (pronuncia francese /selɛsta/ ; in alsaziano Schlettstàdt, in tedesco Schlettstadt) è un comune francese di 19 279 abitanti situato nel dipartimento del Basso Reno nella regione del Grand Est. Ottava città più popolosa dell’Alsazia, si trova 17 chilometri ad est del confine con la Germania, fra Colmar a sud e Strasburgo a nord.

## Monumenti e luoghi d'interesse
La cittadina possiede due belle chiese medievali: quella della Ste-Fois, di struttura romanica, del XII secolo, e quella di St-Georges, edificata fra il XIII e il XV secolo.
Nella Bibliothèque Humaniste è conservato uno dei tre manoscritti della Mappae clavicula (MS 17), nonché l'intera biblioteca che fu dell'umanista Beato Renano, da lui lasciata in eredità alla sua città natale.

## Società

### Evoluzione demografica

#### Tabelle statistiche
Abitanti censiti

## Amministrazione

### Gemellaggi
- Waldkirch
- Charleroi
- Grenchen
- Dornbirn